# Proteuxoa flexirena
Proteuxoa flexirena là một loài bướm đêm thuộc họ Noctuidae. Nó được tìm thấy ở Úc, bao gồm Tasmania.
Sải cánh dài khoảng 40 mm.

## Hình ảnh

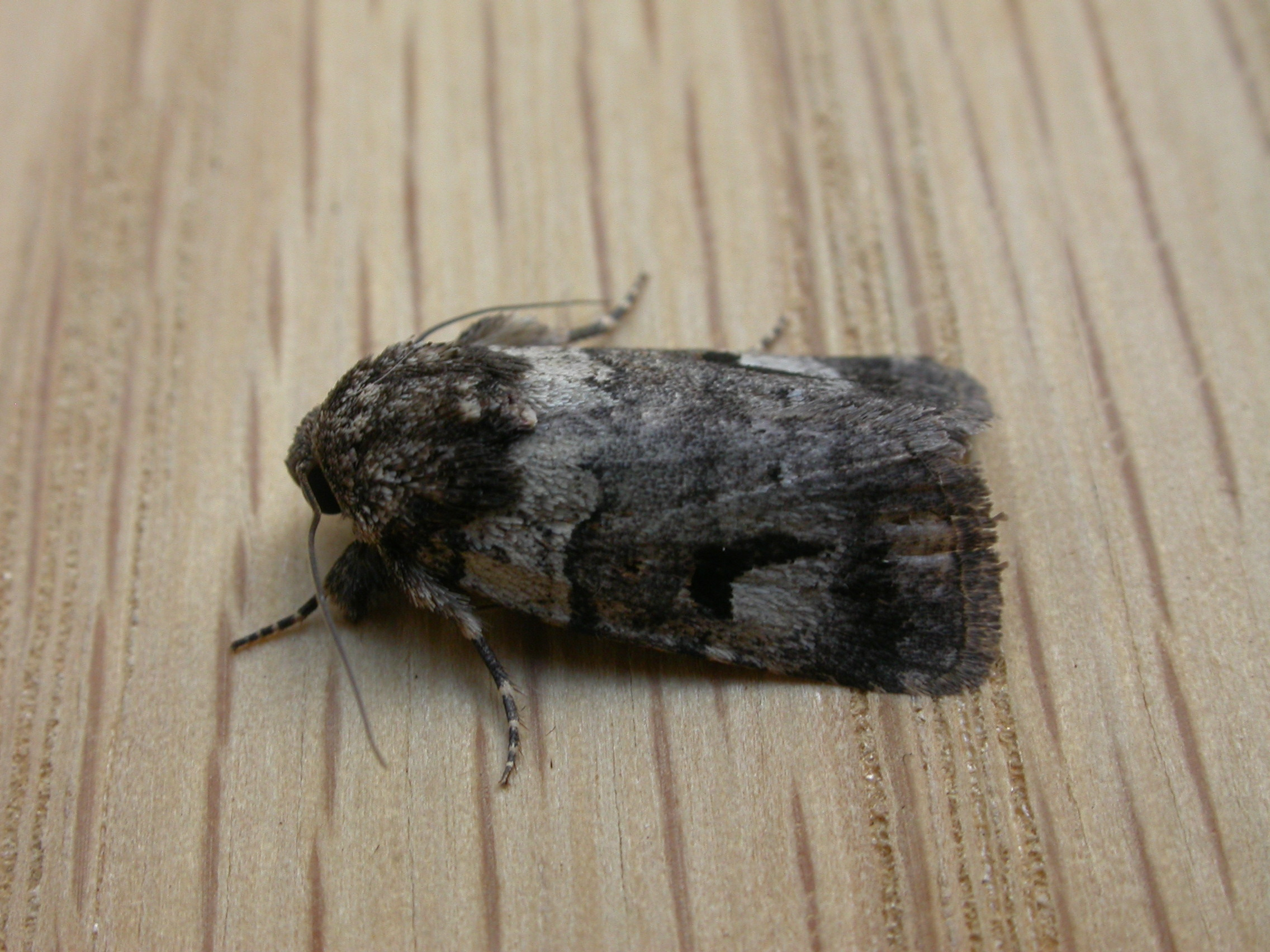
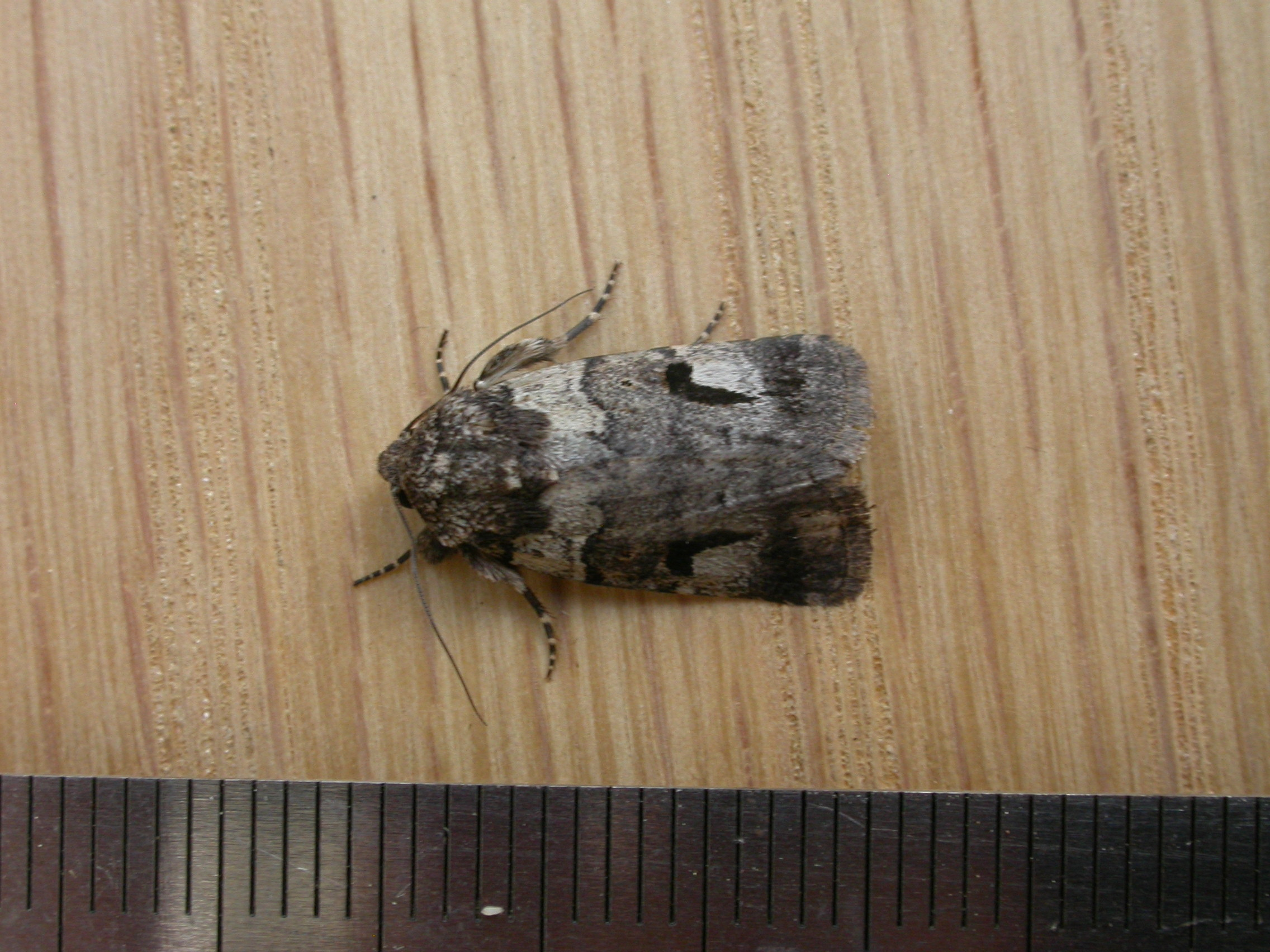
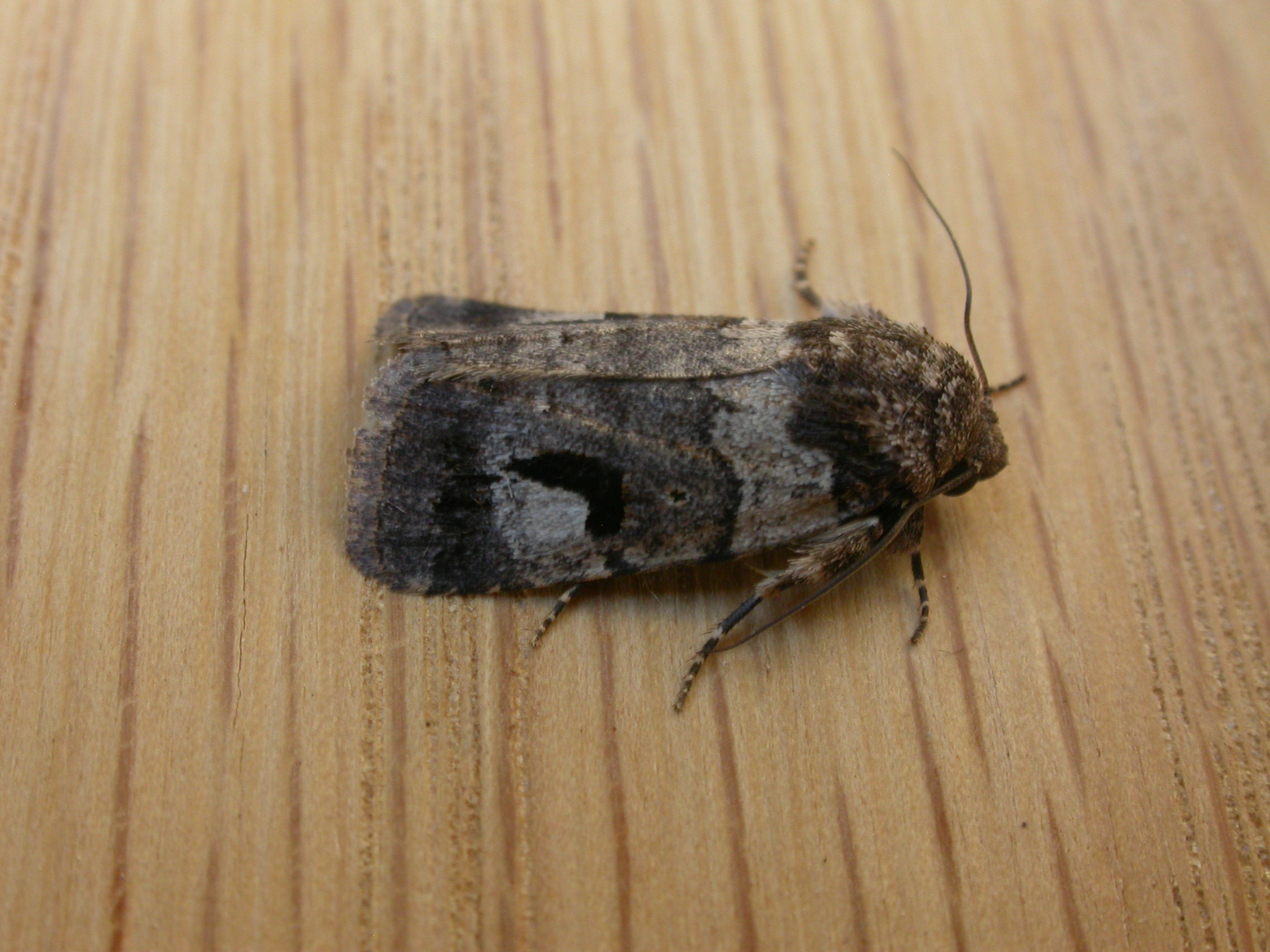
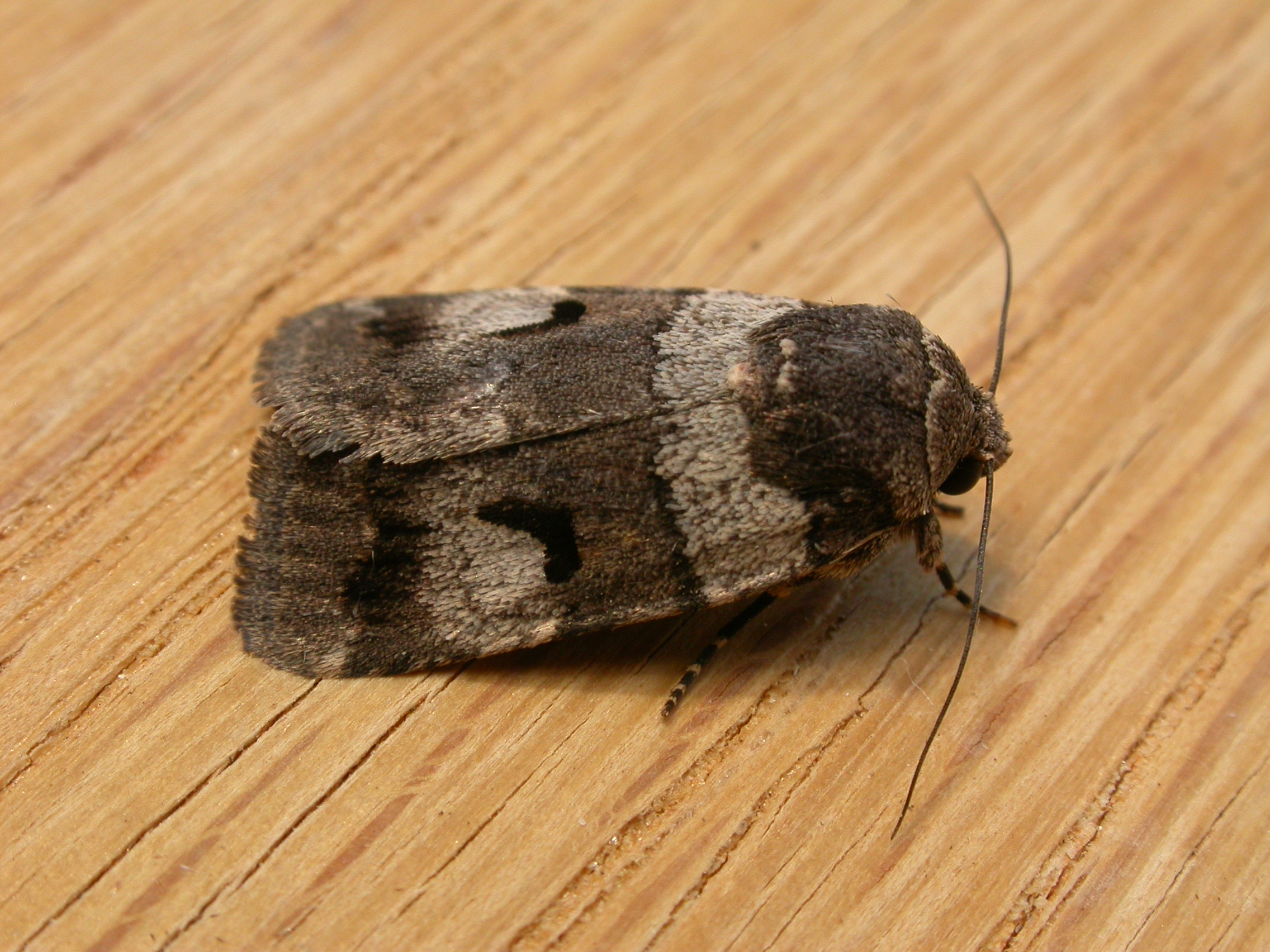